# 瑞萨 (滨海夏朗德省)
瑞萨是法国滨海夏朗德省的一个市镇，位于该省东南部，属于容扎克区。该市镇总面积9.11平方公里，2009年时的人口为150人。

## 人口
瑞萨（Jussas）人口变化图示